# 小名浜配湯
小名浜配湯株式会社（おなはまはいとう）は、かつて福島県いわき市の小名浜地区で地域熱供給事業を行っていた企業。日本化成と地元資本との共同出資により設立され、1970年より、日本化成小名浜工場の排熱を利用した日本初の地域熱供給事業を開始した。

## 沿革
地元商工会議所や旅館組合等の要請により、1969年3月に会社設立。同年12月に配管工事が完成し、翌1970年2月より配湯事業を開始した。工場排熱と工業用水を熱交換した上でろ過・殺菌し、一般家庭をはじめ、旅館・病院や理髪店など1,200戸に給湯されていた。
施設の老朽化や契約戸数の減少、燃料費の高騰などから、2012年11月を以って事業を廃止する予定であったが、2011年3月11日に発生した東日本大震災で給湯網が破損し、供給停止となった。
2011年12月に前倒しで事業廃止され、2012年9月には会社解散、同年12月に清算結了した。